# گریگوری بارنز
گریگوری بارنز (انگلیسی: Gregory Burns؛ زادهٔ ۱۹۵۷ (۶۷–۶۸ سال)) نقاش و از برندگان مدال طلا پارالمپیک اهل ایالات متحده آمریکا است.

## تحصیلات
او از دانش‌آموختگان دانشگاه کالیفرنیا است.

## جوایز
- مدال طلا پارالمپیک
- مدال نقره پارالمپیک
- مدال برنز پارالمپیک